# Ujest
Ujest (polnisch Ujazd, 1936–1945 Bischofstal) ist eine Stadt in der Stadt- und Landgemeinde Ujezd im Powiat Strzelecki der Woiwodschaft Oppeln in Polen. Die Stadt ist seit 2006 zweisprachig (Polnisch und Deutsch).

## Geographie
Die Stadt liegt 18 Kilometer südlich von Strzelce Opolskie (Groß Strehlitz) und 51 Kilometer südöstlich von Opole in der Schlesischen Tiefebene an der Klodnitz und dem Gleiwitzer Kanal. Durch die Stadt fließt der Fluss Jordan, der nordwestlich der Stadt zu einem See aufgestaut wird. Durch den Ort führt die Droga krajowa 40.
Nachbarorte von Ujest sind im Südwesten die Stadt Kędzierzyn-Koźle (Kandzrin-Cosel), im Nordwesten Alt Ujest (Stary Ujazd) und im Südosten Niesdrowitz (Niezdrowice).

## Geschichte

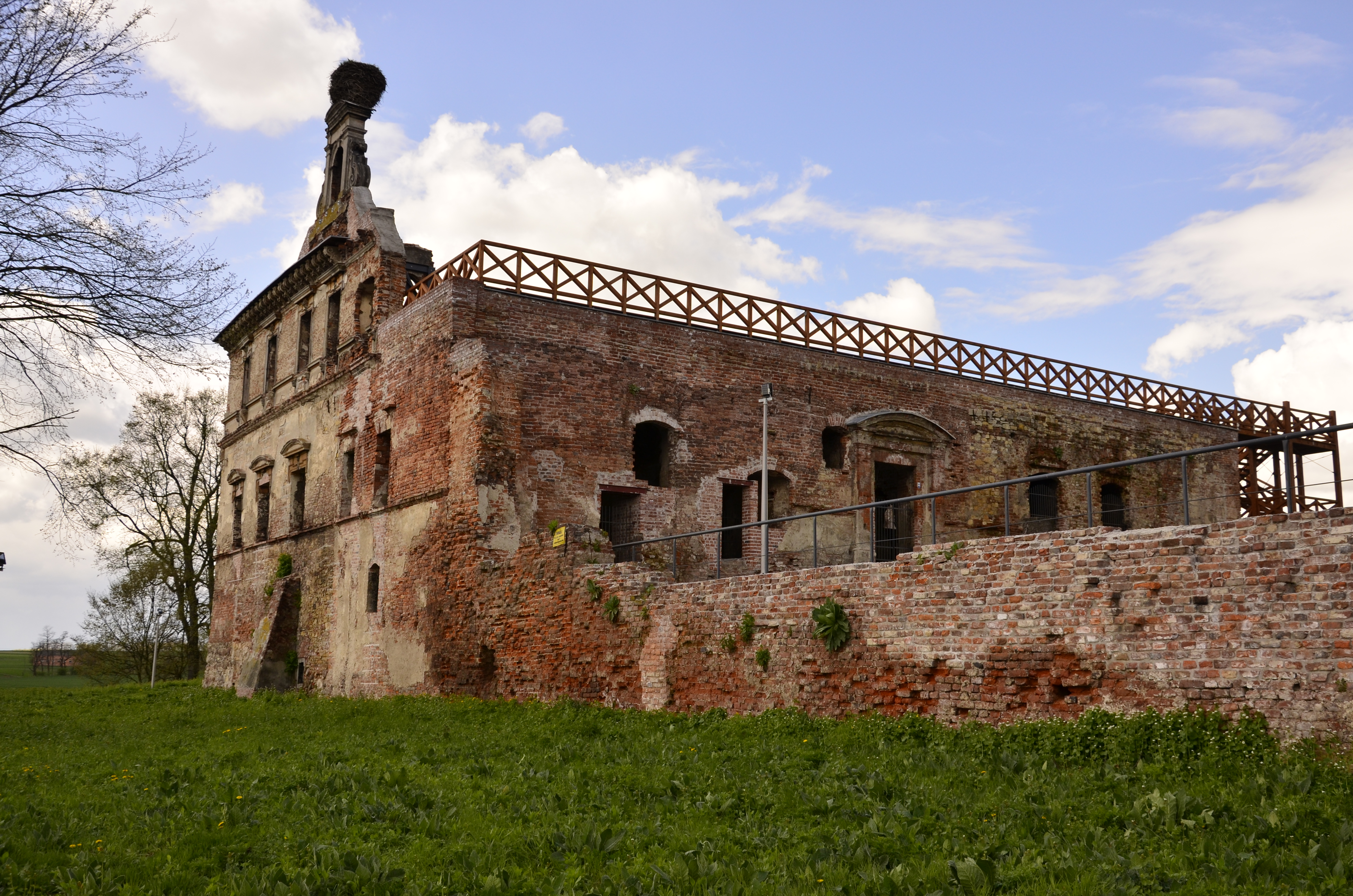
Ruine des Schlosses

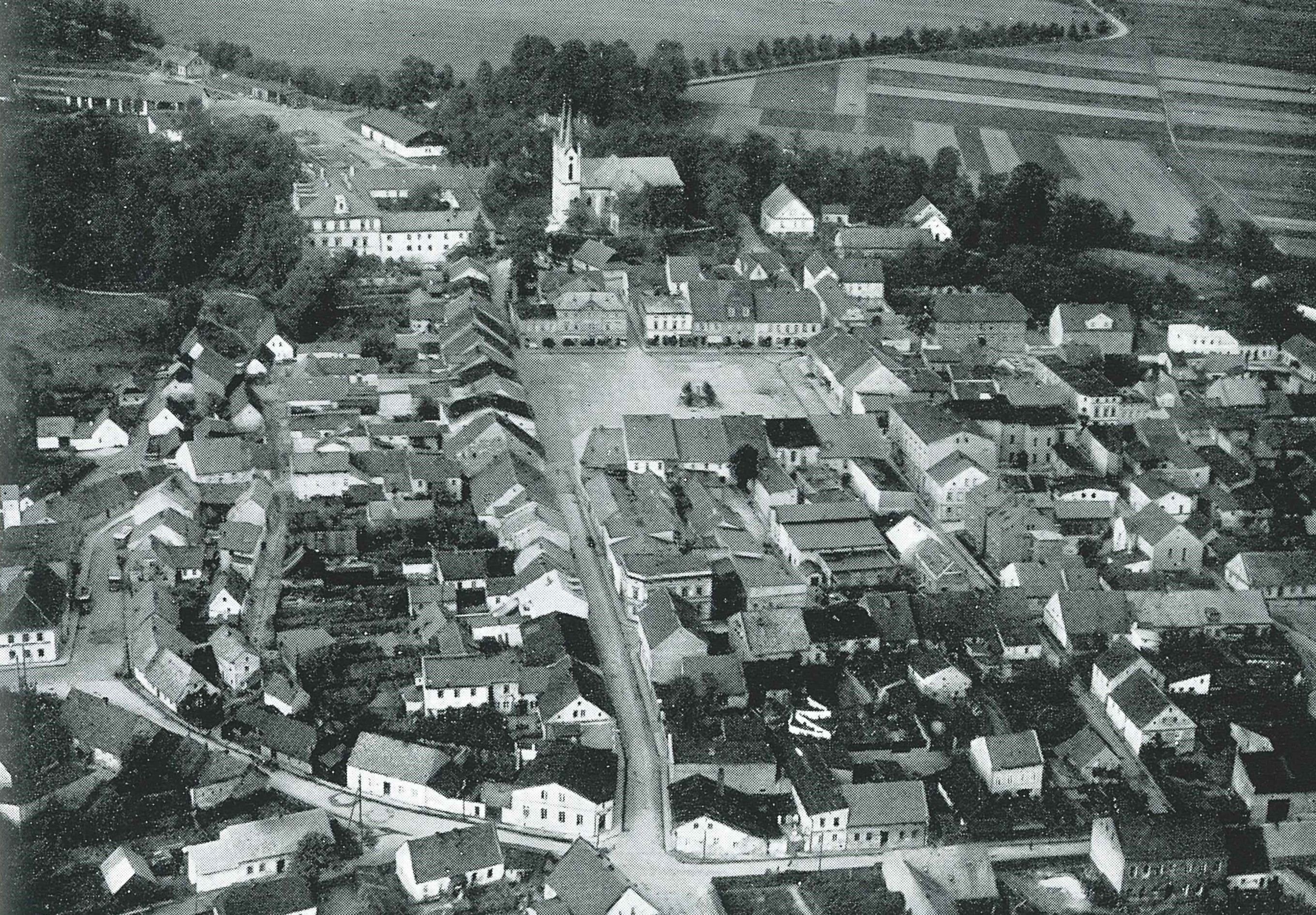
Luftbild aus den 1930er Jahren

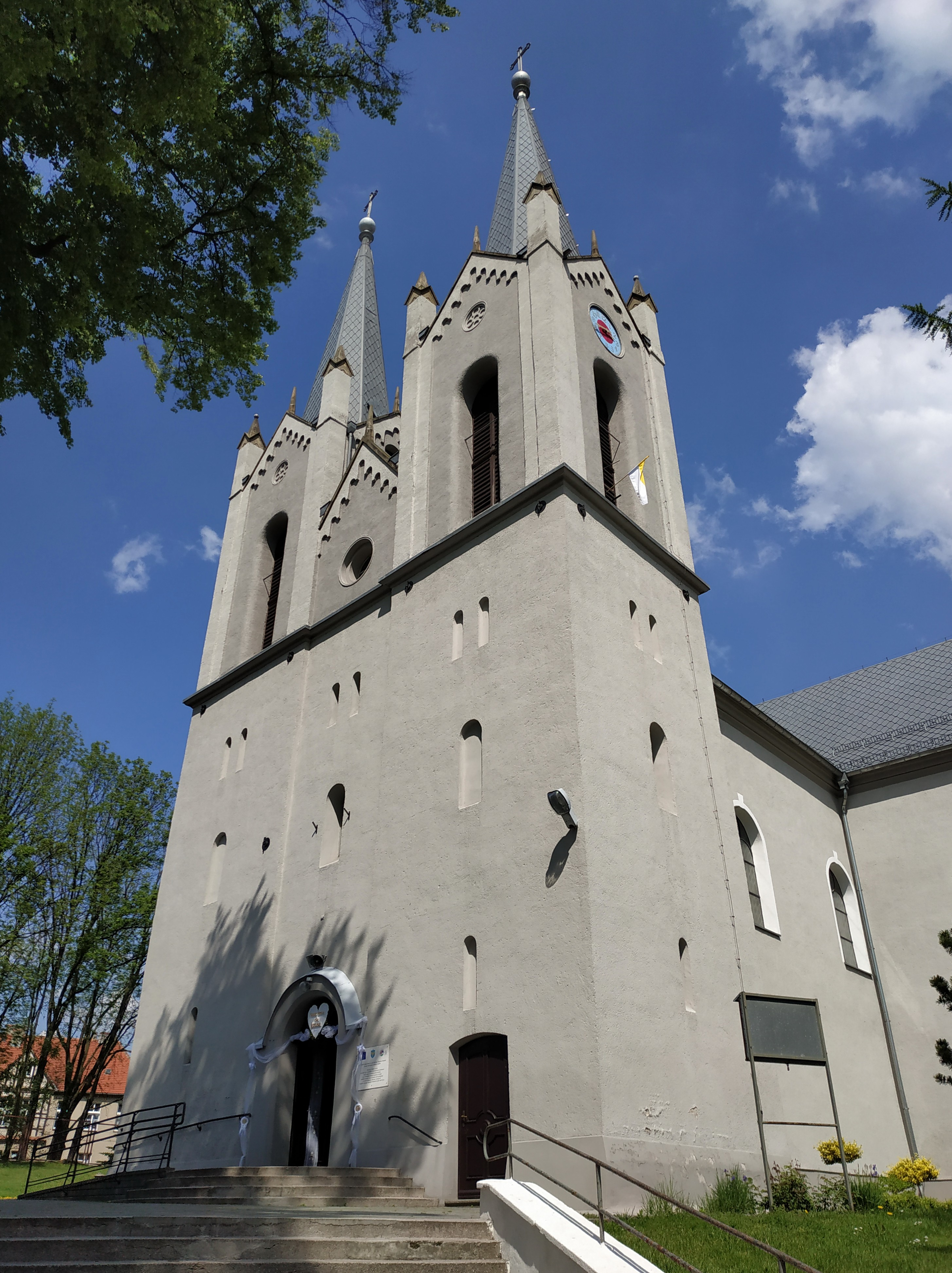
Andreaskirche

„Circuitio iuxta Cozli“, das von Anfang an zum Bistum Breslau gehörte, wurde erstmals 1155 erwähnt. 1222 erteilte Herzog Kasimir I. dem Breslauer Bischof Lorenz die Erlaubnis, im bischöflichen Gebiet von Ujest Deutsche anzusiedeln. Während der Herrschaft Bischofs Lorenz begründete 1223 der Neisser Vogt die Stadt Ujest mit den Dörfern Alt Ujest, Niesdrowitz, Jarischau und Kaltwasser, 1239 kam noch Klutschau hinzu. Dies ist zugleich die älteste nachweisliche Siedlungstätigkeit durch das Bistum Breslau.
Der Ujester Halt, wie der bischöfliche Besitz im Herzogtum Oppeln genannt wurde, wurde noch um mehrere Dörfer erweitert. Zugleich scheiterte der Versuch der Herzöge, mit der bischöflichen Kolonisation zu konkurrieren. Dem herzöglichen Slawentzitz wurde das Stadtrecht wieder entzogen.
1443 wurde der Ujester Halt aus dem bischöflichen Besitz verkauft und gehörte danach mehreren Adelsgeschlechtern. 1580 wurde das Schloss Ujest errichtet und später mehrfach umgebaut. 1535 wurde eine Aquarellansicht von „Ogest“ für das Reisealbum des Pfalzgrafen Ottheinrich angefertigt. Die damalige Bedeutung Ujests verdeutlichen die dargestellte hölzerne Klodnitzbrücke sowie das von einer Stadtmauer geschützte Stadtbild mit Burg und Stadtpfarrkirche.
Nach dem Ersten Schlesischen Krieg 1742 fiel Ujezdt mit dem größten Teil Schlesiens an Preußen. Nachfolgend wurde es dem Landkreis Groß Strehlitz eingegliedert, mit dem es bis 1945 verbunden blieb. 1837 gelangte der Ujester Halt an die Fürsten Hohenlohe-Öhringen, die damit ihren umfangreichen Grundbesitz an der Klodnitz und der Birawka, der bereits Slawentzitz und Bycina umfasste, erweiterten. 1861 wurde Fürst Hugo zu Hohenlohe-Öhringen der Titel eines Herzogs von Ujest verliehen. Die Herrschaft Ujest umfasste 1910 eine Fläche von 416 km², dazu gehörten die drei Fideikommisse Ujest, Slawentzitz und Bitschin.
Am Anfang des 20. Jahrhunderts hatte Ujest zwei katholische Kirchen (darunter die Wallfahrtskirche Maria-Brunn), eine Synagoge, eine Bierbrauerei, eine Mühle und war Sitz des Amtsgerichts Ujest. Die Stadt erlangte nur kirchliche Bedeutung, vom wirtschaftlichen und industriellen Aufschwung Oberschlesiens wurde sie nicht erfasst.
Bei der Volksabstimmung in Oberschlesien 1921, die über die weitere staatliche Zugehörigkeit des Landes entscheiden sollte, wurden in Ujest von 1545 abgegebenen Stimmen 1384, also fast 90 Prozent, für den Verbleib bei Deutschland und 161 für eine Angliederung an Polen abgegeben. Ujest verblieb in der Weimarer Republik. Am 3. September 1936 Ujezd in Bischofstal umbenannt.
Als Folge des Zweiten Weltkriegs fiel Bischofstal mit fast ganz Schlesien 1945 an Polen. Nachfolgend wurde es durch die polnische Administration in Ujazd umbenannt. Die einheimische deutsche Bevölkerung wurde, soweit sie nicht vorher geflohen war, vertrieben. Die neu angesiedelten Bewohner waren teilweise Zwangsumgesiedelte aus Ostpolen, das an die Sowjetunion gefallen war.
Der Wiederaufbau der zu großen Teilen ausgebrannten Stadt erfolgte am Ring überwiegend mit Neubauten, in den Nebenstraßen blieb teilweise die historische Bausubstanz erhalten. Das Schloss der Fürsten von Hohenlohe-Öhringen wurde nach der Zerstörung nicht wiederaufgebaut und ist seitdem eine Ruine.
Vor allem in den ländlichen Teilen der Gemeinde konnte sich eine starke Deutsche Minderheit halten, der laut der letzten polnischen Volkszählung von 2002 25,34 % der Gemeindebevölkerung angehören, weitere 12,48 % bezeichneten sich als „Schlesier“. Seit 2006 ist die Gemeinde amtlich zweisprachig. 1008 führte sie zweisprachige Ortsbezeichnungen ein. Am 19. September 2009 wurden polnisch-deutsche Ortsschilder in der Gemeinde Ujest aufgestellt.

## Sehenswürdigkeiten

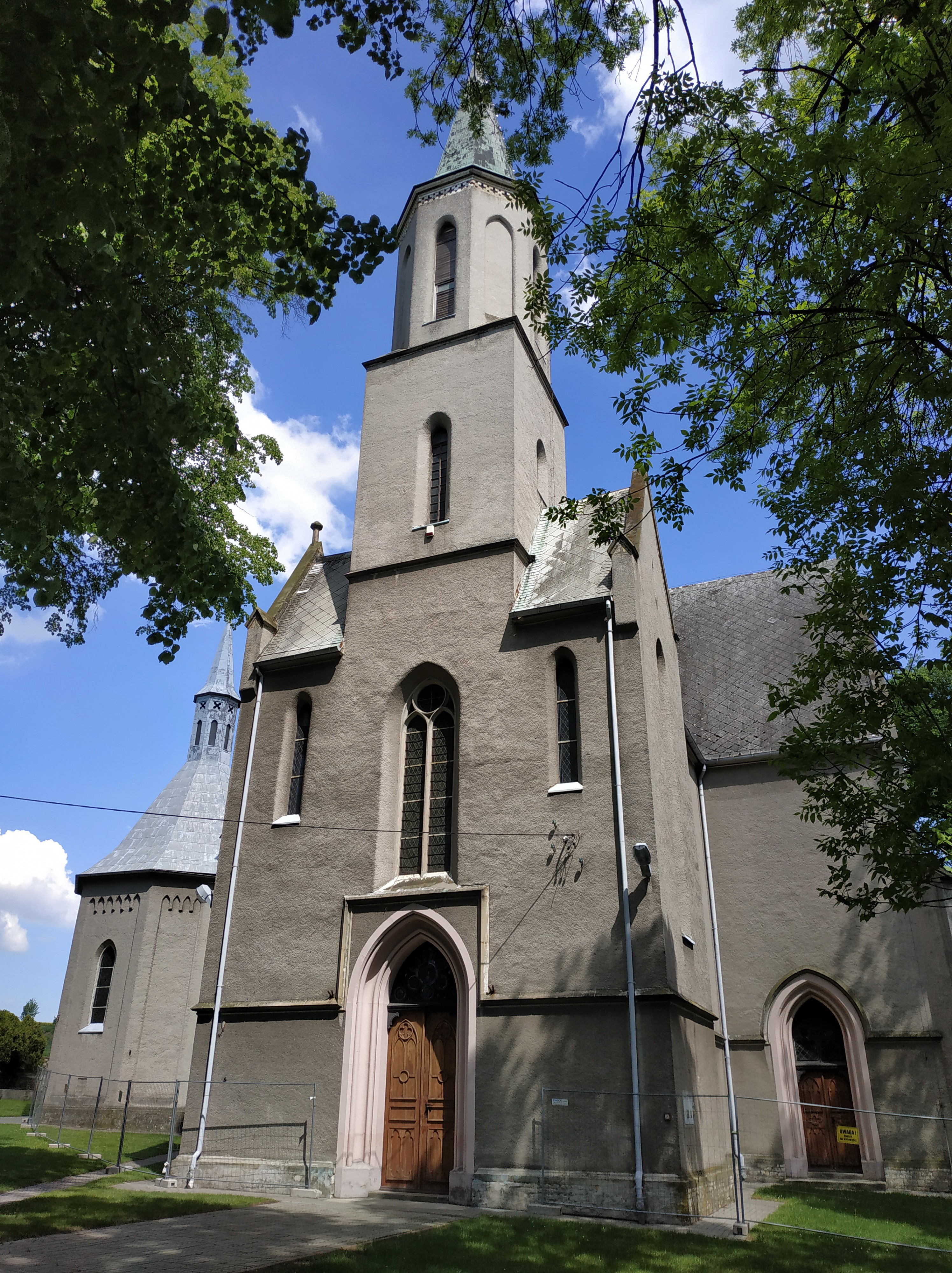
Wallfahrtskirche Brünnelkirche

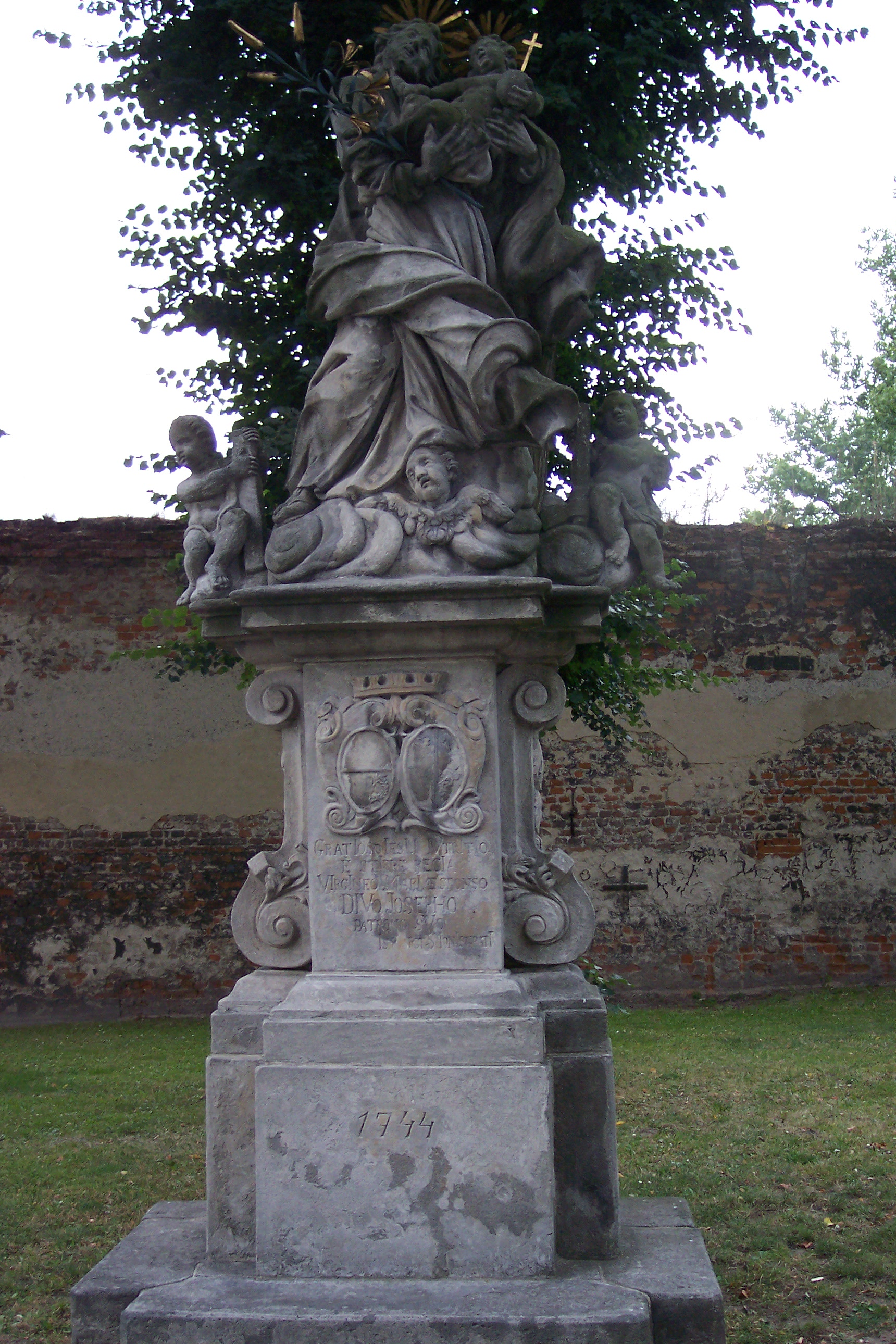
Barocke St.-Josephs-Statue

- Die römisch-katholische Pfarrkirche St. Andreas (Kościół św. Andrzeja Apostoła) wurde 1245 erstmals erwähnt. Sie liegt auf einem Hügel am nördlichen Rand der Altstadt von Ujest. Die heutige Kirche wurde 1613 errichtet. Das jetzige Erscheinungsbild entstand in der Mitte des 19. Jahrhunderts. Der Kirchenbau steht seit 1966 unter Denkmalschutz.[5]

- Die römisch-katholische Brünnelkirche (Kościół Nawiedzenia Najświętszej Maryi Panny) ist eine Feld- und Wallfahrtskirche, die in der Mitte des 19. Jahrhunderts im Stil der Neugotik errichtet wurde. Die Kirche liegt außerhalb des bebauten Stadtkerns im Osten an der Straße nach Pyskowice. Der Kirchenbau steht seit 2018 unter Denkmalschutz.[5]

- Das Schloss Ujest ist eine Schlossruine im Norden der Ujester Innenstadt. Das Schloss entstand als Sitz der Breslauer Bischöfe im 13. Jahrhundert. Im Januar 1945 wurde das Schloss von der Roten Armee in Brand gesteckt. Die Ruinen des Schlosses wurden 2015 und 2016 abgesichert. Die Ruinen stehen seit 1964 unter Denkmalschutz.[5]

- Barocke St.-Josephs-Statue
- Ring mit moderner Bebauung aus den 1960er und 1990er Jahren
- Rathaus – vor 1945 Amtsgericht
- Cholerafriedhof

## Einwohnerentwicklung
| Jahr | Einwohnerzahl | Anmerkungen |
| ---- | ------------- | --- |
| 1783 | 0840          | [ 6 ] |
| 1816 | 1286          | [ 7 ] |
| 1825 | 1718          | darunter 37 Evangelische, 176 Juden |
| 1840 | 1272          | davon 109 Evangelische, 1006 Katholiken, 157 Juden |
| 1843 | 2312          | davon 80 Evangelische, 2076 Katholiken, 156 Juden |
| 1855 | 2396          | [ 11 ] |
| 1861 | 2452          | davon 76 Evangelische, 2278 Katholiken, 107 Juden; die Sprache ist deutsch und polnisch                                                                                          |
| 1867 | 2618          | am 3. Dezember |
| 1871 | 2524          | darunter 90 Evangelische, 130 Juden (1700 Polen); nach anderen Angaben 2524 Einwohner (am 1. Dezember), davon 61 Evangelische, 2379 Katholiken, fünf sonstige Christen, 79 Juden |
| 1905 | 2214          | meist Katholiken |
| 1910 | 2058          | am 1. Dezember, ohne Schloss und Gutsbezirk (149 Einwohner) |
| 1933 | 2097          | [ 14 ] |
| 1939 | 2201          | [ 14 ] |

| Jahr | Einwohner | Anmerkungen |
| ---- | --------- | ----------- |
| 1961 | 3192      |             |
| 1969 | 2725      | [ 15 ]      |
| 1984 | 1900      | [ 16 ]      |
| 1995 | 1758      | [ 17 ]      |
| 2000 | 1649      | [ 17 ]      |
| 2005 | 1652      | [ 17 ]      |

## Wappen
Das Wappen der Stadt Ujest zeigt einen roten, von einer goldenen Fürstenkrone zusammengehaltenen Wappenmantel, dessen Innenseite aus blauem Hermelin zu einem Schild geformt und mit einer, von zwei goldenen Krummstäben flankierten, goldenen Mitra belegt ist. Dieses Stadtwappen wird bereits 1898 von Otto Hupp beschrieben – das ursprüngliche, seit dem 17. Jahrhundert nachgewiesene Wappen Ujests zeigte noch keinen Wappenmantel, stattdessen auf blauem Grund übereinander zwei waagerecht gespiegelte Türme, flankiert von zwei goldenen Krummstäben sowie außen zwei silbernen Sternen. Beide zentralen Wappenmotive erinnern an das Bistum Breslau, dessen Gründung und Besitz Ujest lange Zeit war, der Wappenmantel wurde wohl nach dem Aufkommen des Titels Herzog von Ujest hinzugefügt.

## Städtepartnerschaften
Ujest unterhält seit 2001 eine Partnerschaft mit der deutschen Gemeinde Nusplingen in Baden-Württemberg. Seit 2004 gibt es zudem eine Städtepartnerschaft mit dem thüringischen Kurort Bad Lobenstein.

## Vereine
- Deutscher Freundschaftskreis
- Fußballverein LKS Union Ujazd
- Freiwillige Feuerwehr OSP Ujazd

## Persönlichkeiten

### Söhne und Töchter des Ortes
- Josef Treumann (1846–um 1904), deutsch-US-amerikanischer Journalist und Autor, wurde in Ujest geboren
- Julius Brzoska (1859–1930), deutscher Klassischer Philologe und Gymnasialdirektor
- Paul Drosdek (1878–1945), Geistlicher und Märtyrer
- Hugo Eichhof Geburtsname Gnielczyk (1888–1977), deutscher Lehrer und Heimatkundler

### Persönlichkeiten, die vor Ort wirkten
- August von Heyden (1827–1897), deutscher Maler und Dichter, leitete bis 1859 als Generalbevollmächtigter die Bergwerke im Ujester Halt
- Johann Mandrella, deutscher Politiker, 1845–1850 Bürgermeister von Ujest

## Gemeinde
Der Stadt-und-Land-Gemeinde Ujest gehören neben der Stadt elf Dörfer mit Schulzenämtern an.